# Виндзор (Беркшир)
Виндзор (енгл. Windsor) је град у Уједињеном Краљевству у Енглеској у грофовији Беркшир. Према процени из 2001. у граду је живело 26.885 становника.
Град је најпознатији по томе што се у њему налази замак Виндзор, једна од званичних резиденција британске краљевске породице. Налази се 34 km западно од Чаринг кроса у Лондону и јужно од реке Темзе, која га одваја од Итона. Село Стари Виндзор, које се налази само 3 km јужније, је постојало 300 година пре данашњег Виндзора. У прошлости се Виндзор званично називао Нови Виндзор како би се направила разлика између ова два места.

## Партнерски градови
- Гослар
- Неји на Сени